# 市原市立千種小学校
市原市立千種小学校（いちはらしりつ ちぐさしょうがっこう）は、千葉県市原市青柳にある公立小学校。文部科学省の学校コードはB112210004413、旧学校調査番号は121059。現在の学校は3代目である。

## 概要
千葉県市原市北西部の五井地区に位置する。現在の学校は3代目で、市原市立千種小学校〈2代目〉と市原市立朝山小学校が統合して出来た新設校ある。千種小学校〈2代目〉と朝山小学校が分離する前とほとんど同じ、旧千種村のほぼ全域を通学区域としている。
市原市では全ての市立学校において2学期制を採用している。

## 沿革

### 概歴

#### 初代（1887年）
1873年（明治6年）6月に今津朝山にある能蔵院を仮校舎として田中小学校が開校し、同年に青柳にある光明寺を仮校舎として青柳小学校も開校した。1887年（明治20年）に青柳小学校と田中小学校が統合して千種尋常小学校〈初代〉となるも、青柳村天王向で建設予定であった新校舎の建設が中止となったため、再び分離して、旧青柳小学校は千種甲尋常小学校、旧田中小学校は千種乙尋常小学校となったのち、前者は千種東尋常小学校、校舎は千種南尋常小学校と改称した。

#### 2代目第二次世界大戦以前（1901年 - 1945年）
1901年（明治34年）4月に千種東尋常小学校と千種南尋常小学校が統合して千種尋常小学校〈2代目〉となった。校舎は青柳字天王前の千種村役場隣に建設予定であったが、計画は進行せずに自然消滅して行った。そのため、前校の仮校舎である2つの寺院をそのまま仮校舎として使用し続けた。同年5月には高等科の設置認可が下り、千種尋常高等小学校〈2代目〉となったが、本校舎が建設されないために教室不足が発生し、前段階で借用していた能蔵院と光明寺には尋常科1学年から4学年までを各2学級ずつ配置し、高等科に関しては、新たに青柳の正福寺を借用して高等科生徒40名が在籍する1学級を置いた。
1904年（明治37年）には、日露戦争によって完全に新校舎建設計画が中止になったが、慢性的な教室不足は解消せず、新たに白塚にある徳蔵院を借用して正福寺の高等科を移動させ、正福寺には尋常科の1学級を新たに設置した。1909年（明治42年）の時点でも慢性的な教室不足が解消せず、むしろ悪化の傾向があったので、持宝寺を新たに借用して1学級を収容した。この時点で5寺院にわたって校舎が分散していたため、新たに就任した千種村長がこれに苦言を呈し、新校舎設立を計画、1910年（明治43年）6月に新校舎の設立認可が下り、同年12月に建設を開始、翌年の7月に完成した。1913年（大正2年）に教室不足のため校舎増築を実施した。1941年（昭和16年）には国民学校令の公布によって千種国民学校〈2代目〉と改称した。

#### 2代目第二次世界大戦以後（1945年 - 1971年）
1947年（昭和22年）に学校教育法が施行されると、千種村立千種小学校〈2代目〉となり、中学校の通学区域として千種村立千種中学校〈初代〉が指定された。1955年（昭和30年）には千種村が姉崎町と五井町に分割されるような形で消滅し、千種村立千種小学校は五井町立千種小学校〈2代目〉と改称した。千種小学校の学区の中で姉崎町域に入ったものは、姉崎町立朝山小学校の新設によって、同校の学区となった。同時に中学校の通学区域は、五井町立千種中学校〈初代〉となった後に、町村合併年度内には同校が閉校となったため、五井町立五井中学校に変更されている。1963年（昭和38年）には市原市が発足して、市原市立千種小学校〈2代目〉と改称した。同一自治体が管理する小学校となった千種小学校と朝山小学校は、児童数がそれぞれ多くない上に、近距離にあったこともあって、1970年（昭和45年）に市原市立千種小学校〈2代目〉に統合さた。旧朝山小学校の校舎は千種小学校〈2代目〉朝山校舎となり、千種小学校統一校舎建設まで使用された。

#### 3代目（1971年 - 現在）
1971年（昭和46年）に、旧本校舎の敷地から北西方向に約250mの土地に千種小学校の統一校舎が完成し、本校舎と朝山校舎の区別がなくなると、新設校扱いとなって開校年が同年に改められたため、市原市立千種小学校〈3代目〉となった。

### 年表
年表は以下の通りである。
- 1873年（明治6年） - 青柳小学校が光明寺を、田中小学校が能蔵院を仮校舎として開校。
- 1887年（明治20年）
  - 青柳小学校と田中小学校が統合して千種尋常小学校〈初代〉が開校。仮校舎は光明寺と能蔵院
  - 千種尋常小学校〈初代〉が仮校舎を光明寺とする千種甲尋常小学校と仮校舎を能蔵院とする千種乙尋常小学校に分離して閉校。
- 1901年（明治34年）
  - 4月 - 千種東尋常小学校と千種南小学校が併合し千種尋常小学校〈2代目〉が開校。仮校舎は光明寺と能蔵院。
  - 5月26日 - 高等科設置認可。千種尋常高等小学校〈2代目〉に改称。仮校舎は光明寺・能蔵院・正福寺。
- 1904年（明治37年） - 徳蔵院を仮校舎に追加。
- 1909年（明治42年） - 持宝寺を仮校舎に追加。
- 1910年（明治43年）6月 - 新校舎設立認可。
- 1911年（明治44年）7月 - 新校舎落成。
- 1923年（大正12年）9月1日 - 大正大震災により校舎半壊。村役場全壊のため役場機能を一時校内に移転。
- 1941年（昭和16年）4月1日 - 千種村国民学校〈2代目〉に改称。
- 1947年（昭和22年）4月1日 - 千種村立千種小学校〈2代目〉に改称。
- 1955年（昭和30年）
  - 3月30日 - 五井町立千種小学校〈2代目〉に改称。
  - 3月31日 - 学区内の今津朝山・白塚・柏原が五井町から姉崎町に編入。姉崎町立朝山小学校を分離。
- 1963年（昭和38年）5月1日 - 市原市立千種小学校〈2代目〉に改称。
- 1970年（昭和45年）4月1日 - 市原市立朝山小学校を統合して市原市立千種小学校朝山校舎を設置。
- 1971年（昭和46年）
  - 3月31日 - 市原市立千種小学校〈2代目〉が閉校。
  - 4月1日 - 市原市立千種小学校〈3代目〉が開校。
- 2006年（平成18年） - 千葉県体育功労賞受賞。

## 校則

### 校歌
校歌についての情報は以下の通りである。
- 作詞：小出ひろし
- 作曲：高梨桂二

## 施設

### 敷地
敷地の詳細は以下の通りである。
- 所在地：〒299-0102　千葉県市原市青柳1801番地
- 所有者：市原市
- 敷地面積：24,769m2
- 用途地域：第一種低層住居専用地域
- 指定建蔽率：30%
- 指定容積率：50%
- 取得価格：1,223,666,816円

### 建物
敷地内に以下の建物が存在する。
| 棟番号 | 棟名称      | 構造 | 階数        | 延床面積   | 建築年 | 耐震情報 | 備考 |
| ------ | ----------- | ---- | ----------- | ---------- | ------ | -------- | ---- |
| 001    | 校舎-1・2   | RC造 | 地上3階建て | 3,659.00m2 | 1971年 | IS値0.73 |      |
| 002    | 校舎-5      | RC造 | 地上3階建て | 1,829.35m2 | 2011年 | 新耐震   |      |
| 003    | 体育館      | RC造 | 地上2階建て | 929.00m2   | 1974年 | IS値1.58 |      |
| 004    | 校舎-3      | RC造 | 地上2階建て | 496.00m2   | 1976年 | IS値0.80 |      |
| 005    | 校舎-4      | RC造 | 地上3階建て | 404.00m2   | 1983年 | 新耐震   |      |
| 006    | 渡り廊下ー1 | RC造 | 地上3階建て | 174.00m2   | 1983年 | 新耐震   |      |
| 007    | 渡り廊下ー2 | RC造 | 地上3階建て | 120.00m2   | 2011年 | 新耐震   |      |
| 008    | 倉庫・物置  | S造  | 地上1階建て | 74.00m2    | 1978年 | -        |      |
| 009    | 倉庫・物置  | S造  | 地上1階建て | 40.36m2    | 2011年 | -        |      |
| 011    | 校舎・園舎  | S造  | 地上1階建て | 35.28m2    | 2011年 | -        |      |
| 012    | 体育館      | S造  | 地上1階建て | 31.00m2    | 2012年 | -        |      |
| 016    | 倉庫・物置  | 木造 | 地上1階建て | 26.00m2    | 1989年 | -        |      |
| 018    | 倉庫・物置  | 木造 | 地上1階建て | 20.00m2    | 1988年 | -        |      |
| 019    | 倉庫・物置  | 木造 | 地上1階建て | 20.00m2    | 1982年 | -        |      |
| 020    | 倉庫・物置  | S造  | 地上1階建て | 6.00m2     | 1971年 | -        |      |

### 併設施設
- 千種小学校第一児童クラブ（学童保育）
- 千種小学校第二児童クラブ（学童保育）
- 千種小学校第三児童クラブ（学童保育）

## 規模
2022年（令和4年）4月1日現在、全校児童701名、学級数27となっている。

## 通学区域
以下の町丁字とその範囲を通学区域として指定している。
- 柏原の全域
- 白塚の全域
- 今津朝山の全域
- 千種海岸の全域
- 青柳北1 - 4丁目の全域
- 青柳
  - 住居表示未施行区域の全域
  - 1 - 3丁目の全域
- 千種1 - 7丁目の全域
- 松ケ島
  - 住居表示未施行区域の全域
  - 1 - 2丁目の全域
- 松ケ島西1丁目の全域
- 島野の一部

## 通学区域内施設
- MEGAドン・キホーテUNY市原店

## 中学校区
- 市原市立千種中学校

## 隣接小学校区
- 市原市立明神小学校
- 市原市立東海小学校
- 市原市立京葉小学校

## アクセス
- 姉ケ崎駅西口から徒歩38分
- 五井駅西口から徒歩50分
- 小湊鐵道バス（五23系統）
  - 「千種通り角」バス停下車、徒歩4分
  - 「青柳西」バス停下車、徒歩7分

## 出身有名人
- 小出譲治（政治家・市原市長）
- 山内鈴蘭（元AKB48・タレント）